# 苫小牧貨物駅
苫小牧貨物駅（とまこまいかもつえき）は、北海道苫小牧市一本松町に位置する日本貨物鉄道（JR貨物）の貨物駅である。
開業以来苫小牧駅の一部として扱われてきたが、2011年（平成23年）3月12日のダイヤ改正を機に、実態に合わせて現在の名称に改称された。

## 歴史
苫小牧駅の記事も参照。

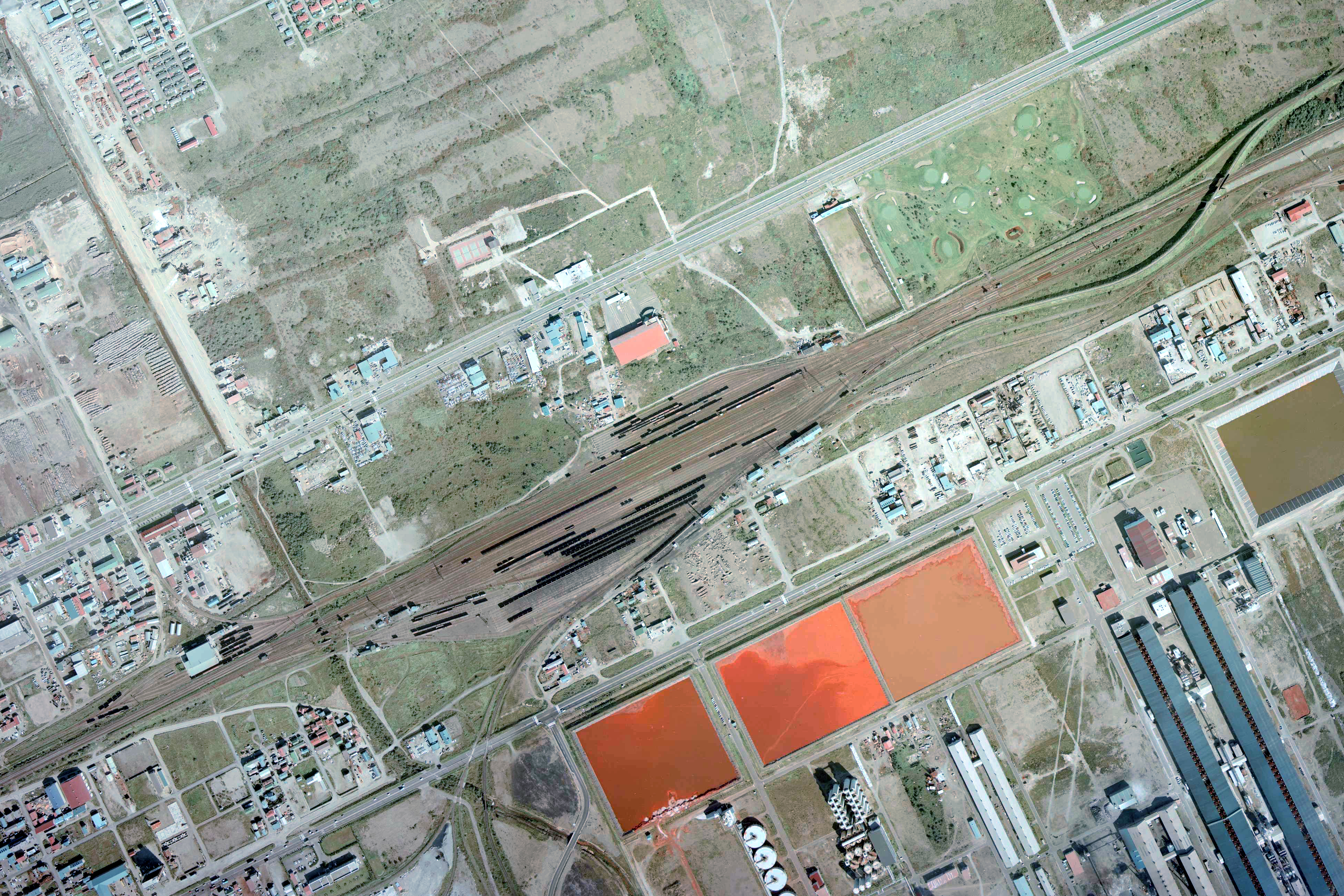
1975年の苫小牧操車場と周囲1.5 km×2.25 km範囲。
右上、上が公共臨港線から室蘭本線への連絡線、中が室蘭本線追分方面及び日高本線勇払方面。下に苫小牧港開発株式会社線の（貨）新苫小牧駅。操車場下側から下へ2本並列して向かうのがそれぞれ運営会社が異なる公共臨港線で、左が苫小牧埠頭（株）の運営するセメント配分基地、東埠頭及び雑貨埠頭（西埠頭、南埠頭）向け、右が苫小牧港開発（株）が運営する石炭埠頭向けで、左の線はさらに三手に分かれている。
構内は中央に留置線群を挟んで右上に下り仕分線群、下側に上り仕分線群、さらにその外側に、左側が苫小牧埠頭、右側が苫小牧港開発と、こちらもそれぞれの会社に分かれている公共臨港線用の仕分線群、左上に客貨車検修場からなる。その他、検修線外側から左上へ岩倉組（岩倉ホモゲン）/大日本インキ専用線が見える。
操車場の下には日本軽金属（株）アルミ精錬所の敷地が広がり、ボーキサイトの精錬から出る水酸化鉄の赤い沈殿池が並ぶ。

- 1892年（明治25年）8月1日：北海道炭礦鉄道の苫小牧駅として開業[1]。一般駅[1]。
- 1906年（明治39年）10月1日：国有化され、官営鉄道の駅となる[1]。
- 1909年（明治42年）10月12日：線路名称設定により、室蘭本線の所属となる。
- 1950年（昭和25年）2月10日：苫小牧客貨車区設置。
- 1961年（昭和36年）7月：苫小牧操車場新設工事着工[4]。
- 1962年（昭和37年）12月1日：苫小牧操車場一部完成、使用開始[4]。
- 1963年（昭和38年）
  - 3月15日：石炭埠頭公共臨港線用35tディーゼル機関車到着[4]。
  - 4月1日：苫小牧操車場から石炭埠頭貯炭場の高架桟橋までの公共臨港線（運営は苫小牧港開発株式会社）が運用開始[5]。
  - 6月1日：苫小牧操車場全面開業[4]。
- 1965年（昭和40年）
  - 8月2日：雑貨埠頭公共臨港線用25tディーゼル機関車到着[4]。
  - 10月1日：苫小牧操車場から雑貨埠頭（西埠頭）公共臨港線（運営は苫小牧臨港鉄道株式会社。昭和50年から苫小牧埠頭株式会社）が運用開始[6]。
  - 10月：苫小牧操車場能力拡張工事開始[4]。
- 1966年（昭和41年）
  - 10月：苫小牧客貨車区の貨車検修基地を苫小牧駅構内から苫小牧操車場へ移転、検修開始[4]。
  - 12月15日：石炭埠頭公共臨港線の石炭荷役施設増設工事完了、および入換用に55tディーゼル機関車導入[7]。
- 1968年（昭和43年）12月3日：苫小牧港開発株式会社線 新苫小牧駅開業。56tディーゼル機関車運用。
- 1980年（昭和55年）10月：オイル着発線完成。
- 1986年（昭和61年）11月1日：荷物の取扱を廃止[1]。
- 1987年（昭和62年）4月1日：国鉄分割民営化によりJR北海道・JR貨物の駅となる[1]。同時に従来の苫小牧駅を客貨分離し[1]、貨物駅を苫小牧操車場のある苫小牧市一本松町15番地へ移転[1]。営業範囲コンテナ専用車[1]。
- 1988年（昭和63年）11月20日：石炭埠頭公共臨港線が最後の荷受。三井鉱山芦別炭砿からの石炭車10輌をもって廃止[8]。
- 1991年（平成3年）
  - 3月：雑貨埠頭公共臨港線廃止。
  - 11月4日：第1コンテナホーム開業。着発線荷役方式を導入。
- 1999年（平成11年）9月1日：第2コンテナホーム開業。当初は長さ241 m、面積7178平方メートルで11両編成対応だった。
- 2001年（平成13年）3月31日：苫小牧港開発株式会社線が正式廃止。（1998年10月より休止）
- 2003年（平成15年）
  - 9月：LNGタンクコンテナ置き場を第2コンテナホームに整備。
  - 11月13日：苫小牧 - 北旭川間でLNG輸送開始[9]。
  - 11月：苫小牧 - 新富士（現・釧路貨物）間でLNG輸送開始。
- 2005年（平成17年）12月：LNG輸送の増加に伴い第2コンテナホームを160m延長。
- 2006年（平成18年）12月：苫小牧 - 帯広間でLNG輸送開始。
- 2008年（平成20年）
  - 5月：さらなるLNG輸送増加に伴い、第3コンテナホーム着工。
  - 10月1日：第3コンテナホーム開業。
- 2009年（平成21年）1月：苫小牧 - 北見コンテナセンター間でLNG輸送開始[10]。
- 2011年（平成23年）3月12日：苫小牧貨物駅に改称[2][3]。

## 駅構造
東西に通る室蘭本線の上下本線と日高本線の南側に、長さは約1.5 kmにわたって広がっている（下り貨物列車は室蘭本線上り線及び日高本線と、上り貨物列車は日高本線とそれぞれ平面交差）。コンテナホームは3面あり、西側（旅客駅側）が第1コンテナホーム、東側のものが第2コンテナホーム、さらにその南側に第3コンテナホームという配置である。また、営業窓口であるJR貨物道央支店苫小牧営業所も駅構内にある。第1コンテナホームは長さ430 m・面積1万1385平方メートル、第2コンテナホームは長さ449 m・面積1万1338平方メートル、第3コンテナホームは長さ455 m（うち、荷役可能長さ410 m)・面積1万2740平方メートルで、いずれも20両編成対応となっている。
貨物設備はかつて苫小牧駅の駅舎東側に置かれていたが、1991年（平成3年）11月に旧・苫小牧操車場跡地に移転し、第1コンテナホームが使用開始された。その後、1999年（平成11年）9月に第2コンテナホームが、2008年（平成20年）10月1日には第3コンテナホームが順次使用開始された。
駅の着発線は合計5線ある。第2コンテナホームの北側には、着発線荷役方式（E&S方式）を導入し荷役作業が可能な着発荷役線が隣接し、その北側には着発線である副本線が3線敷設されている。第1コンテナホームの北側に接するのも着発荷役線であるが、西側（旅客駅側）のみ着発線で、東側（副本線側）は側線扱いとなっている。第3コンテナホームは構内配線の関係で着発線荷役ではなく、入換で入線する。これらのほか、仕分線、留置線なども敷設されている。
駅構内は電化されていないため、入換作業は本線での牽引作業も行うJR貨物DF200形ディーゼル機関車が担当している。
札幌貨物ターミナル駅の補完機能を担っており、千歳線の運行障害時には下り貨物列車から苫小牧でコンテナをトラックに積み替えて輸送する体制になっている。

### 取扱貨物
コンテナ貨物の取扱駅となっている。JR規格の12フィートコンテナ、20フィート・30フィート大型コンテナ、ISO規格の20フィート海上コンテナを取り扱っている。
取扱品目は、発送貨物では紙、食料工業品、自動車部品などが主なもの。駅における産業廃棄物・特別管理産業廃棄物の取扱許可を得ており、これらが入ったコンテナの取り扱いも可能。
また2003年（平成15年）11月より、石油資源開発の液化天然ガス (LNG) 輸送の拠点となっている。LNGは苫小牧市内にある勇払油ガス田で採掘された天然ガスを冷却したもので、出荷基地からタンクコンテナで駅に持ち込まれる。LNGの発送先はパイプラインが整備されていない地域で、2011年現在北旭川駅・釧路貨物駅・帯広貨物駅・北見コンテナセンターの4か所。着駅から先はガス事業者（着駅それぞれに対応して、旭川ガス・釧路ガス・帯広ガス・北海道ガス）へ配送される。

### 貨物列車
以下、2014年3月15日現在の統計を記述する。
高速貨物列車は、下り列車の札幌貨物ターミナル駅行きが1日4本、当駅始発の帯広貨物駅行きが1日1本停車し、上り列車（東室蘭駅方面行き）が1日14本（そのうち当駅終着が2本で、うち1本が帯広貨物駅発）停車する。上り列車の行き先は、隅田川駅、名古屋貨物ターミナル駅、百済貨物ターミナル駅、大阪貨物ターミナル駅などがある。
専用貨物列車の発着駅となっているが、当駅では貨車の中継作業のみを行う。

### 苫小牧公共臨港線

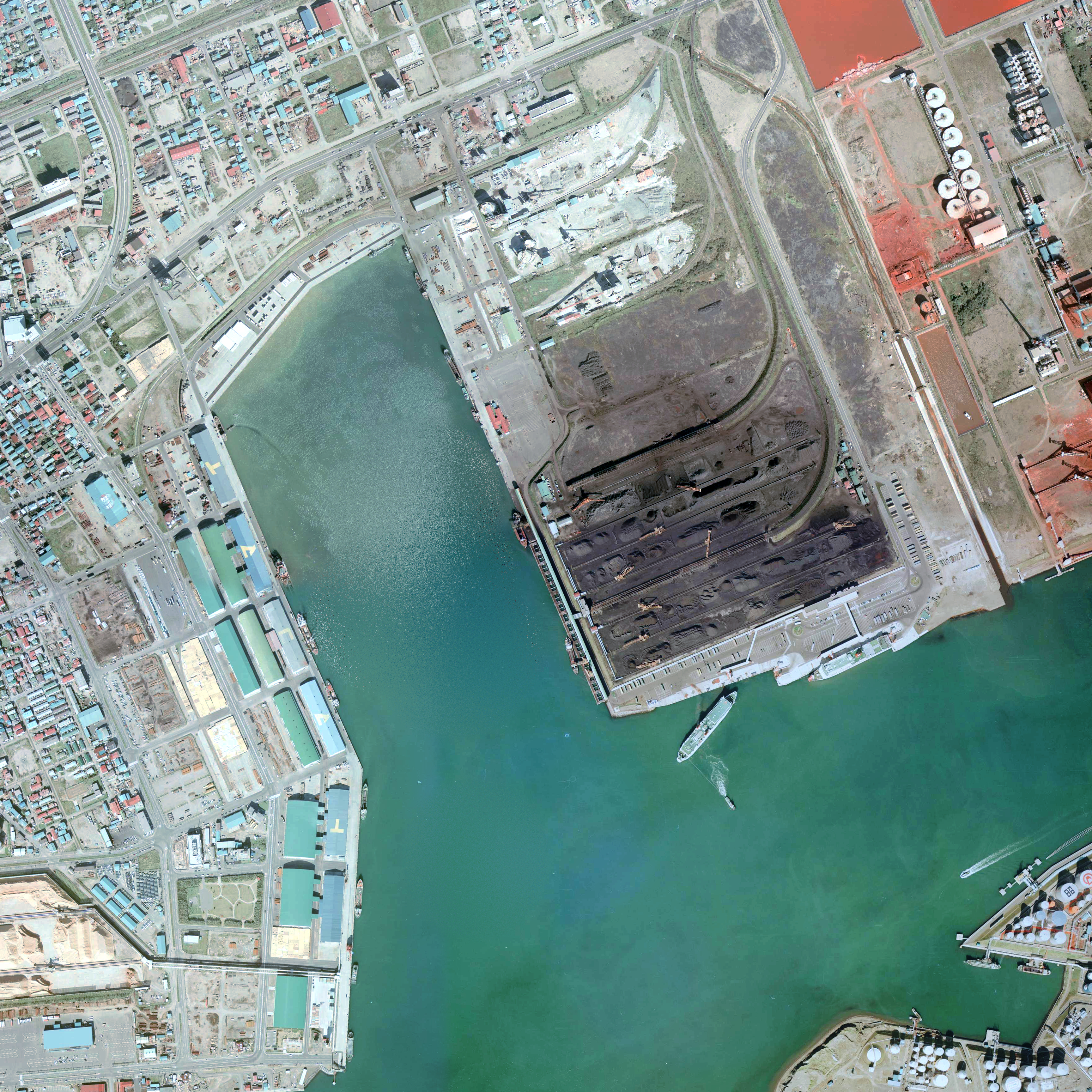
1975年、苫小牧公共臨港線。周囲約2 km範囲。右上写真外に苫小牧操車場、左上に室蘭本線/日高本線が走り、左が苫小牧駅本構方面。 中央に苫小牧港商港区があり、東側は下からフェリーターミナル、貯炭場と石炭埠頭、セメント配分基地と東埠頭。西側は上から西埠頭、南埠頭で合わせて雑貨埠頭と総称。石炭埠頭への公共臨港線を苫小牧港開発が運営し、その他への公共臨港線は苫小牧港開発が固辞したため、当初は苫小牧臨港鉄道、後に苫小牧埠頭によって運営された。

苫小牧操車場から分岐し、苫小牧港西部に広がる苫小牧市長保有の公共臨港線があった。この臨港線は途中日本セメントや宇部興産（現UBE三菱セメント）のセメント包装所への専用線などを分岐し、苫小牧港西埠頭・南埠頭にある倉庫群へ至っていた。また石炭埠頭（現・入船埠頭）にあった三菱金属工業・住友石炭鉱業の貯炭所への専用線も分岐し、石炭の海上出荷基地となっていた。
公共臨港線は1963年（昭和38年）4月に開通し、運行は苫小牧港開発及び苫小牧埠頭が担当していたが、1991年（平成3年）3月に廃止された。

## 利用状況
- JR貨物
  - 2007年度の発着貨物は、コンテナ貨物が290,800トン、車扱貨物が0トンであった。

## 駅周辺
- 国道36号
- 苫小牧港
  - フェリーターミナル
- 道南バス「船見1丁目」停留所

駅の北東側にはイオンモール苫小牧をはじめとする商業施設が集積しているが、旅客駅化の構想は一切ない。

## 隣の駅
北海道旅客鉄道（JR北海道）
室蘭本線
苫小牧駅 - 苫小牧貨物駅 - 沼ノ端駅
日高本線
苫小牧駅 - 苫小牧貨物駅 - 勇払駅